# North Roseau (Minnesota)
North Roseau es un territorio no organizado ubicado en el condado de Roseau en el estado estadounidense de Minnesota. En el Censo de 2010 tenía una población de 139 habitantes y una densidad poblacional de 0,45 personas por km².

## Geografía
North Roseau se encuentra ubicado en las coordenadas 48°56′31″N 95°41′31″O / 48.94194, -95.69194. Según la Oficina del Censo de los Estados Unidos, North Roseau tiene una superficie total de 309.95 km², de la cual 309.91 km² corresponden a tierra firme y (0.01%) 0.04 km² es agua.

## Demografía
Según el censo de 2010, había 139 personas residiendo en North Roseau. La densidad de población era de 0,45 hab./km². De los 139 habitantes, North Roseau estaba compuesto por el 94.96% blancos, el 0% eran afroamericanos, el 1.44% eran amerindios, el 0% eran asiáticos, el 0% eran isleños del Pacífico, el 0% eran de otras razas y el 3.6% pertenecían a dos o más razas. Del total de la población el 0% eran hispanos o latinos de cualquier raza.